# Джалмагамбетова, Светлана Жакияновна
Светлана Жакияновна Джалмагамбетова (каз. Светлана Жақияқызы Жалмағамбетова; род. 19 апреля 1948, Ерментауский район, Акмолинская область, Казахская ССР, СССР) — казахстанский государственный и политический деятель.

## Биография
Родилась 19 апреля 1948 года в селе Благодатное Ерейментауского района Акмолинской области.
В 1971 году окончила Карагандинский политехнический институт по специальности «инженер-механик».
Окончила Академию общественных наук при ЦК КПСС по специальности «учитель общественных дисциплин».

## Трудовая деятельность
С 1971 по 1980 годы — Инженер-конструктор, начальник КБ, секретарь комитета комсомола завода «Целиноградсельмаш».
С 1980 по 1982 годы — Инструктор Целиноградского горкома партии.
С 1982 по 1983 годы — Заместитель председателя Ленинского райисполкома.
С 1983 по 1985 годы — Секретарь парткома завода «Целиноградсельмаш».
С 1985 по 1987 годы — Инструктор Целиноградского обкома партии, Зам.председателя Целиноградского облисполкома.
С 1987 по 1989 годы — Первый секретарь Советского райкома партии.
С 1989 по 1991 годы — Заведующий идеологическим отделом Целиноградского обкома партии.
С 1991 по 1992 годы — Председатель Целиноградского областного комитета по делам молодёжи.
С 1992 по 2003 годы — Заместитель главы администрации, акима Акмолинской области.
С 2014 года по настоящее время — Первый заместитель Генерального директора ТОО «Евразия + ОРТ».

## Выборные должности, депутатство
С август 2003 по октябрь 2014 годы — Депутат Сенат Парламента Республики Казахстан от Акмолинской области, Член постоянного Комитета по социально-культурному развитию, заместитель руководителя депутатской группы «Ауыл» (с 23 августа 2003 года), Член Межпарламентской Ассамблеи государств-участников Содружества Независимых Государств, Член группы сотрудничества с Сенатом Румынии, с Сеймом Литовской Республики, с Парламентом Республики Хорватии, Переизбрана (октябрь 2008 по октябрь 2014 годы).

## Награды и звания
- Награждена почётным званием «Қазақстанның еңбек сіңірген қызметкері» (Заслуженный работник Республики Казахстан) из рук первого Президента Республики Казахстан (Астана, Акорда).
- Орден Курмет (2006)[1]
- Орден Парасат (2013)[2]
- Орден «Содружество» (МПА СНГ)
- Награждена благодарственным письмом Первого Президента Республики Казахстан.
- Награждена правительственными и юбилейными государственными медалями Республики Казахстан.
- Памятная медаль Детского фонда ООН - ЮНИСЕФ (11 декабря 2007 года).[3]
- Медаль «25 лет независимости Республики Казахстан» (2016).[4]